# Roxanne (film)
Roxanne är en amerikansk romantisk komedifilm från 1987. Filmen är en pastisch på Edmond Rostands pjäs Cyrano de Bergerac från 1897.

## Handling
Brandchefen C. D. ”Charlie” Bales (Steve Martin) är född med en osedvanligt lång näsa. När astrofysikern Roxanne Kowalski (Daryl Hannah) flyttar till staden där Charlie bor blir han förälskad, men är likaledes övertygad om att hon inte är intresserad. Charlies stilige kollega Chris McConnell (Rick Rossovich), som Roxanne blir förälskad i, har ett annat problem; han kan inte uttrycka sig. Chris lyckas övertyga Charlie om att träna honom i konsten för att bibehålla Roxannes intresse.
I filmen spelas bland annat An der schönen blauen Donau.

## Medverkande i urval
- Steve Martin – C. D. ”Charlie” Bales
- Daryl Hannah – Roxanne Kowalski
- Rick Rossovich – Chris McConnell
- Shelley Duvall – Dixie
- John Kapelos – Chuck
- Fred Willard – Mayor Deebs
- Max Alexander – Dean
- Michael J. Pollard – Andy